# Square des Frères-Charon

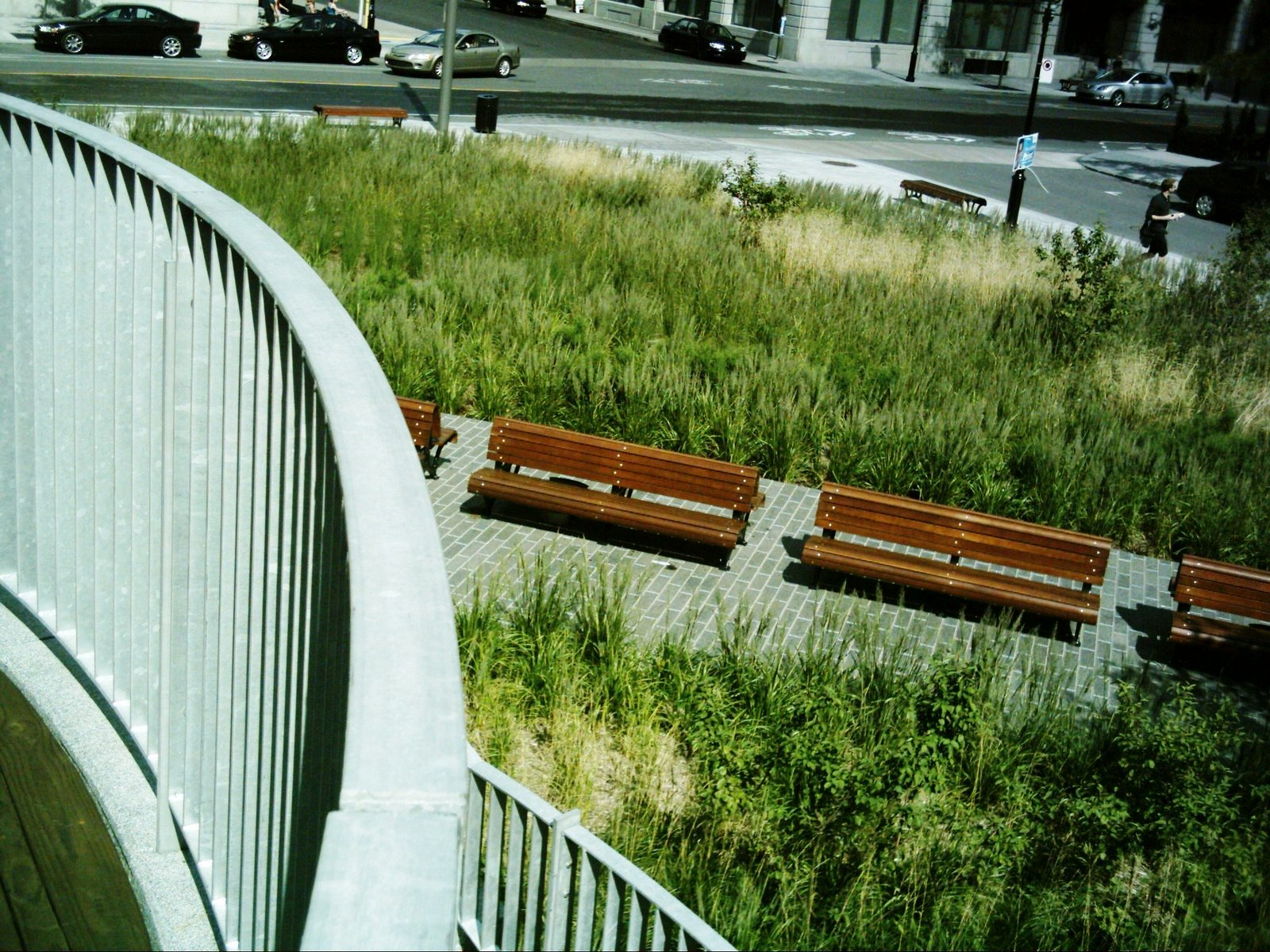
Vue de l'observatoire

Le Square des Frères-Charon est un petit parc public situé dans le Vieux-Montréal. 

## Situation et accès
Il est situé à l'ouest de la rue McGill, au sud de la rue Wellington.
L'aménagement du parc, l'été, rappelle une prairie avec ses pousses de céréales. Une large voie pavée le traverse en diagonale. Un petit observatoire circulaire, placé au-dessus d'une bouche d'aération, est accessible via un escalier en spirale.

## Origine du nom
Il porte le nom de François Charon de la Barre et de son frère, propriétaires du terrain sur lequel le square fut ouvert.

## Historique
Il est un des plus récents parcs montréalais puisque son aménagement a été terminé en 2008. 
Le site correspondant aujourd'hui au square des Frères-Charon se trouvait anciennement au milieu d'une prairie. Il fait partie, dès la fin du XVIIe siècle, d'une vaste propriété concédée à François Charon de la Barre en vue de la fondation de l'Hôpital général de Montréal. La propriété comprenait un moulin à vent dont les vestiges, mis au jour par les archéologues en 2004, se situent en partie sous la rue McGill et en partie sous le square, au sud-est (il disparaît vers 1840). Le terrain de l'îlot servira par la suite à l'entreposage de matériaux de construction puis de stationnement de voitures.